# Bobby di Carlo
Roberto Caldeira dos Santos, mais conhecido como Bobby di Carlo (São Paulo, 30 de junho de 1945[carece de fontes?]), é um cantor e compositor brasileiro. Fez parte do movimento da Jovem Guarda e seu maior sucesso foi a canção “Tijolinho”.